# Bronzo di Ascoli
Il Bronzo di Ascoli è una placca di bronzo risalente all'89 a.C. trovata nel 1908 a Roma. Il bronzo si trova presso i Musei Capitolini di Roma.

## Storia
Nella placca si esaltano i meriti della Turma Salluitana nell'assedio di Ascoli dell'89 a.C. durante la Guerra sociale e si elencano i suoi componenti, in gran parte cavalieri iberi originari di Saragozza, di Lérida e di altre città, e come premio per la loro partecipazione all'assedio ottennero la cittadinanza romana. Il nome di TVRMA SALLVITANA proviene dal fatto che lo squadrone di cavalleria fu arruolato a  Salduie città íbera sulla quale fu fondata più tardi Caesar Augusta, l'attuale Saragozza.

## Importanza storico-linguistica
La sua importanza poggia sul fatto che i nomi della lista sono tutti iberici e hanno permesso di conoscere la struttura interna degli antroponimi della lingua degli Iberi.

## Testo
La parte del testo che corrisponde alla lista dei nomi è la seguente:
| TVRMA SALLVITANA                                                                           | BAGARENSIS          | ////CENSES                                                         | LIBENSES                                    | SVCONSENSES                               |
| ------------------------------------------------------------------------------------------ | ------------------- | ------------------------------------------------------------------ | ------------------------------------------- | ----------------------------------------- |
| SANIBELSER ADINGIBAS F. ILURTIBAS BILVSTIBAS F. ESTOPELES ORDENNAS F. TORSINNO AVSTINCO F. | CACVSVSIN CHADAR F. | //////SOSIMILVS F. /////IRSECEL F. /////GAVN F. //////NESPAISER F. | BASTUGITAS ADIMELS F. VMARILLVN TARBANTV F. | BELENNES ALBENNES F. ATVLLO TAVTINDALS F. |

| ILLVERSENSIS              | ILERDENSES                                                                 | BEGENSIS               | SEGIENSIS | ENNEGENSIS                                                |
| ------------------------- | -------------------------------------------------------------------------- | ---------------------- | --- | --------------------------------------------------------- |
| BALCIADIN BALCIBIL(os) F. | Q. OTACILIVS SUISETARTEN F. CN. CORNELIUS NESILLE F. P. FABIVA ENASAGIN F. | TVRTVMELIS ATANSCER F. | SOSANIDEM SOSINASAE F. SOSIMILVS SOSINASAE F. VRGIDAR LVSPANAR F. GVRTARNO BIVRNO F. ELANDVS ENNEGES F. AGIRNES BENNABELS F. NALBEADEN AGERDO F. ARRANES ARBISCAR F. VMARGIBAS LVSPANGVB(as) F. | BELES VMARBELES F. TVRINNVS ADIMELS F. ORDVMELES BVRDO F. |

## Commento
È interessante osservare che i cavalieri di Lerida possiedono già nomi romani, malgrado i loro genitori (F. equivale a  FILIVS  o 'figlio') abbiano ancora nomi iberi. Invece i cavalieri di Salduie hanno nomi indigeni, tanto i genitori quanto i figli. Il fatto permette di osservare il processo di romanizzazione precoce della valle dell'Ebro.
Può inoltre osservarsi che i nomi iberi sono composti da elementi che si ripetono:  SOSI, TIBAS, ADIN, BELES, ecc. Questi elementi si trovano anche nella scrittura íbera: sosin, tibas, atin,  beles etc.

così si possono comparare:
suise-taŕtin → SUISETARTEN

atin-kibaś → ADINGIBAS

oŕtin-beleś → ORDUMELES

ńbaŕ-beleś → UMARBELES
col naturale adattamento dei nomi nativi con il parlare romano.